# Ans van Dijk

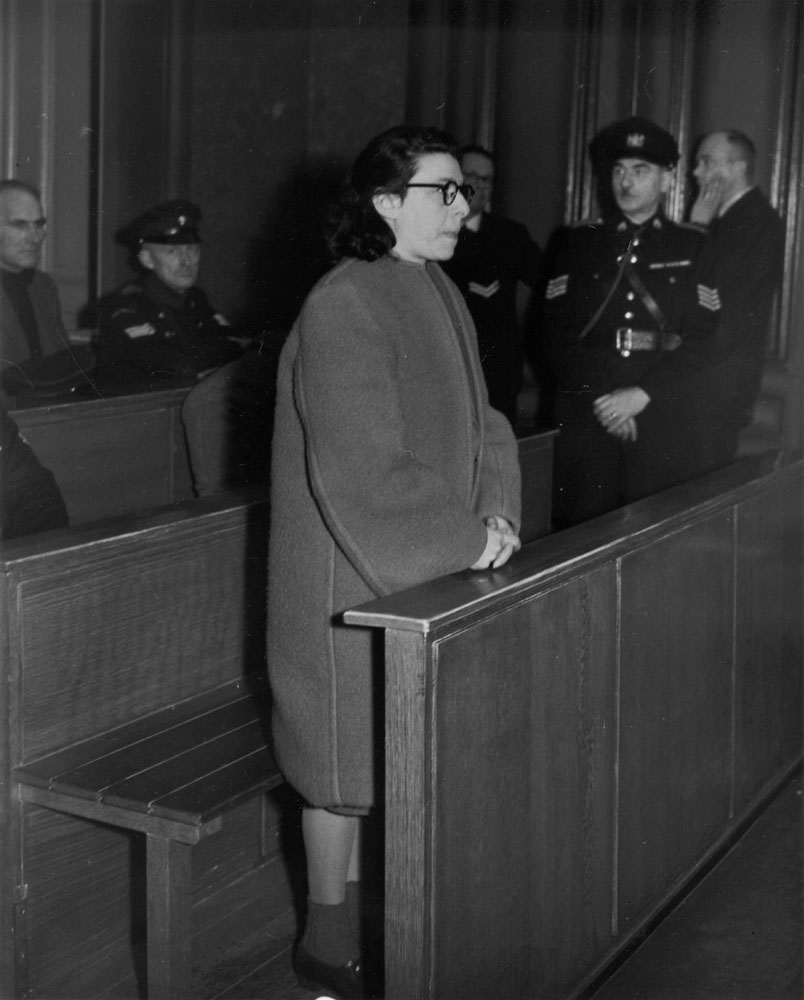
Ans van Dijk während ihrer Gerichtsverhandlung in Amsterdam (24. Februar 1947)

Anna „Ans“ van Dijk (* 24. Dezember 1905 in Amsterdam; † 14. Januar 1948 in Weesperkarspel) war eine niederländische Kollaborateurin während der deutschen Besetzung der Niederlande im Zweiten Weltkrieg. Am 14. Januar 1948 wurde sie im Fort Bijlmer in der Gemeinde Weesperkarspel bei Amsterdam durch ein Erschießungskommando hingerichtet. Sie war die einzige Frau unter den insgesamt 39 Personen, die nach dem Krieg in den Niederlanden wegen kollaborativer Verbrechen hingerichtet wurden.

## Biographie
Ans van Dijk galt als schwieriges Kind, ab ihrem fünften Lebensjahr stand sie unter ständiger Betreuung durch einen Kinderarzt. Als sie 14 Jahre alt war, starb ihre Mutter, und ihr Vater wurde in der Folge in einem psychiatrischen Krankenhaus untergebracht. Sie selbst kam in ein Heim. 1927 heiratete sie Abraham Querido, der wie sie jüdischer Herkunft war. Die Ehe blieb kinderlos. Bis 1935 führte Ans van Dijk in Amsterdam ein unauffälliges Leben als Hausfrau. Dann ließ sie sich von ihrem Mann scheiden und eröffnete gemeinsam mit einer jüdischen Freundin ein Hutgeschäft (Maison Evany); die beiden Frauen führten eine lesbische Beziehung und lebten gemeinsam in einer Wohnung über dem Laden.
Nach der Besetzung der Niederlande durch die deutsche Wehrmacht mussten im November 1941 alle Geschäfte schließen, die Juden gehörten, so auch der Laden von Ans van Dijk. Ihre Freundin flüchtete 1942 in die Schweiz. Van Dijk blieb in den Niederlanden und unterstützte andere Juden, indem sie ihnen Verstecke oder Papiere besorgte. Im Januar 1943 war sie selbst gezwungen, einen Unterschlupf zu suchen, und versteckte sich auf dem Speicher eines Hauses in Amsterdam. Sie wurde von zwei jüdischen Frauen verraten, die sie selbst zuvor versteckt hatte und die verhaftet worden waren. Am Ostermontag 1943 wurde van Dijk vom Bureau Joodsche Zaken (Büro 11 der Politischen Polizei) festgenommen, dessen Hauptaufgabe es war, untergetauchte jüdische Menschen aufzuspüren. Ihr wurde mit der Deportation in den Osten gedroht, es sei denn, sie werde künftig für die Deutschen arbeiten. Sie entschied sich für die letztere Option, „aus purer Angst“, wie sie später in ihrem Prozess erklärte.
Ans van Dijk nahm den Namen Ans de Jong an und gab vor, der Widerstandsgruppe Vrij Nederland anzugehören. Sie versprach jüdischen Menschen sichere Wohnungen als Versteck, wo diese dann aber von Mitarbeitern des Bureau erwartet und verhaftet wurden. Anfangs arbeitete sie allein. Mit der Zeit kamen zwei weitere jüdische Frauen – Branca Simons und Rosalie Roozendaal – hinzu. Ans van Dijk lieferte den Deutschen mindestens 145 Menschen aus, von denen mehr als 60 in Konzentrationslagern ums Leben kamen. Die zuvor eher schüchterne Frau mit geringem Selbstbewusstsein blühte durch ihre Tätigkeit für das Bureau förmlich auf: Sie bekam Lob und Anerkennung für ihre „gute Arbeit“ und zudem 7,50 Gulden für jeden Menschen, der den Deutschen mit ihrer Hilfe ins Netz ging. Sie verriet sogar die Familie ihres eigenen Bruders. Pieter Schaap, ihr Führungsmann beim Sicherheitsdienst (SD), bezeichnete sie als die beste seiner zehn Mitarbeiter. „Bij haar ontwikkelt zich iets wat de aanklager later omschrijft als een 'satanisch jachtinstinct'. Ze verraadt wie haar maar voor de voeten komt. Vrienden, familieleden, haar compagnon, de familie van haar vaste vriendin.“ (dt. = „Sie entwickelte einen, wie der Staatsanwalt es später ausdrückte, ‚satanischen Jagdinstinkt‘. Sie verriet, wer ihr vor die Füße kam, Freunde, Familienmitglieder, ihre Geschäftspartnerin, die Familie ihrer festen Freundin.“) Abraham Querido kam am 30. Juni 1944 im KZ Blechhammer ums Leben; ein Zusammenhang seiner Deportation mit den Aktivitäten seiner Ex-Frau ist nicht bekannt.
Nach Kriegsende zog van Dijk gemeinsam mit ihrer damaligen Freundin nach Den Haag. Am 20. Juni 1945 wurde sie verhaftet, und im Februar 1947 begann ihr Prozess, bei dem 23 Fälle von Verrat zur Anklage kamen. Sie war voll geständig. Anträge, sie psychologisch untersuchen zu lassen, wurden vom Vorsitzenden Richter zurückgewiesen, der sie fragte: „Hoe kunt u nog slapen? Ziet u niet steeds al die mensen voor u?“ (dt. = „Wie können Sie noch schlafen? Sehen Sie nicht ständig alle diese Menschen vor sich?“). Sie wurde wegen Landesverrats zum Tode verurteilt. Ans van Dijk stellte ein Gnadengesuch an Königin Wilhelmina, das diese – auch aufgrund einer Empfehlung des Kassationsrates – abwies. Am Abend vor ihrer Hinrichtung trat sie zum römisch-katholischen Glauben über und ließ sich taufen. Am 14. Januar 1948 wurde sie exekutiert und anschließend anonym beerdigt.

## Urteil in der Nachwelt
Koos Groen, ein früherer Redakteur der niederländischen Zeitung Trouw, die während des Krieges als Untergrundzeitung gegründet worden war, erforschte die Geschichte von Ans van Dijk, nachdem 1988 die Akten vom Justizministerium freigegeben worden waren. Ganz besonders bewegte ihn die Frage, warum van Dijk als einzige Frau nach dem Krieg hingerichtet wurde. Es bestand für ihn kein Zweifel daran, dass sie zu Recht zum Tode verurteilt worden sei, aber in vielen ähnlich gelagerten Fällen sei die Todesstrafe nicht vollstreckt worden. Es falle schwer zu begreifen, dass „Figuren“ wie Ferdinand aus der Fünten und Willy Lages, die die Deportation von Juden organisiert hatten, ihr Leben behalten hätten, während ein Opfer, das zum Täter geworden sei, um sein eigenes Leben zu retten, exekutiert wurde. Die beiden Komplizinnen von van Dijk wurden 1947 und 1959 freigelassen, und die Mitarbeiter des  Bureau Joodsche Zaken seien spätestens 1960 alle auf freiem Fuß gewesen, so Groen.
Dass Ans van Dijk keine Gnade gewährt wurde, führt Groen auf Ressentiments ihr gegenüber zurück: Sie war Jüdin, und nach der Befreiung habe es in den Niederlanden ein antijüdisches Klima gegeben. Die jahrelange antisemitische Propaganda durch die Deutschen habe Wirkung gezeigt. Sie war lesbisch und sei von ihrer Persönlichkeit sowie ihrer Erscheinung her wenig einnehmend gewesen. Im Prozess habe sie „einen nach dem anderen angeschwärzt“ und gelogen „wie gedruckt“. Die 18-jährige Rosalie Rozendaal, ein „mooie meisje“ (dt. = „hübsches Mädchen“), habe demgegenüber nur eine kurze Gefängnisstrafe erhalten.
Es gibt die Annahme, dass Ans van Dijk nicht hingerichtet worden wäre, hätte Königin Juliana schon auf dem Thron gesessen (sie wurde im September 1948 Königin der Niederlande), da diese eine entschiedene Gegnerin der Todesstrafe war und in den folgenden Jahren zahlreiche Gnadengesuche zu Gunsten der Petenten entschied. 1952 setzte sie sich nach wiederholten Meinungsverschiedenheiten mit der Regierung durch. Nach der Hinrichtung von zwei Kriegsverbrechern am 21. März 1952 wurde die Todesstrafe in den Niederlanden endgültig abgeschafft.
2009 beschäftigte sich der Journalist Sytze van der Zee in seinem Buch Vogelvrij – De jacht op de joodse onderduiker unter anderem mit der Frage, ob van Dijk diejenige gewesen sein könnte, die die Familie von Anne Frank verraten habe. Laut van der Zee habe Otto Frank gewusst, dass die Verräterin eine Frau gewesen sei, aber auch, dass es sich um eine Jüdin gehandelt habe. Deshalb habe er geschwiegen, um Vorurteilen keinen Vorschub zu leisten. Zweifelsfrei konnte van der Zee dieses Rätsel jedoch nicht lösen: „De talrijke snippers bewijs die Van der Zee voor zijn stelling aanvoert, bieden stof tot nadenken, maar overtuigen uiteindelijk niet.“ (dt. = „Die zahlreichen Puzzleteile, die Van der Zee für seine Behauptung anführt, bieten Stoff zum Nachdenken, aber überzeugen letztendlich nicht.“)